# Nova Granada (ort)
Nova Granada är en ort i Brasilien.   Den ligger i kommunen Nova Granada och delstaten São Paulo, i den sydöstra delen av landet, 500 km söder om huvudstaden Brasília. Nova Granada ligger 520 meter över havet och antalet invånare är 15 715.
Terrängen runt Nova Granada är platt. Nova Granada är det största samhället i trakten.
Omgivningarna runt Nova Granada är en mosaik av jordbruksmark och naturlig växtlighet. Runt Nova Granada är det ganska glesbefolkat, med 25 invånare per kvadratkilometer.